# Igor Vieru
Igor Vieru (Cernoleuca, 1923. december 23. – Cernoleuca, 1988. május 24.) moldáv festő. A moldovai festészet új, modern irányzatainak képviselője, egyik megteremtője.

## Élete

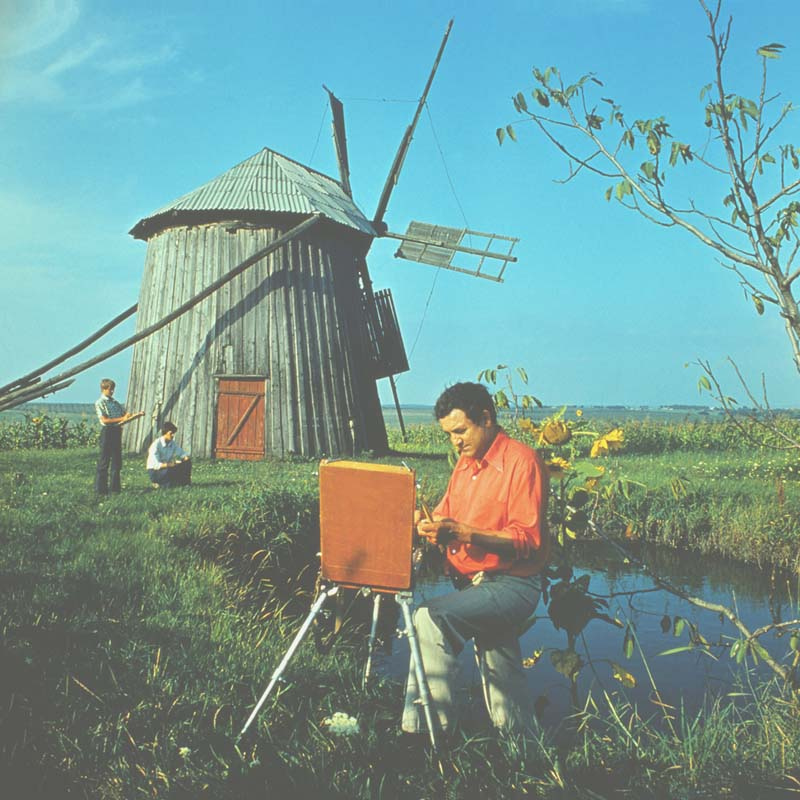
Az 1980-as években

1923. december 23-án született Cernoleuca faluban, a Moldovai Köztársaságban. Apja Dumitru Vieru és édesanyja, Ana fontosnak tartották gyermekük neveltetését. A helyi általános iskola elvégzése után Igor a szomszéd faluba, Climăuțiba jár gimnáziumba, de a család pénzügyi gondjai miatt a szülőfalujától egy távolabbi iskolába került. Itt folytatta tanulmányait, folyamatosan festészetet és művészettörténetet tanult. 1944-ben visszatért szülőhelyére, és egy ideig tanárként dolgozott Horodiștén.
A művészeti tanulmányok befejezése érdekében 1946-ban Igor Vieru közvetlenül a harmadik évfolyamra iratkozott be a Moldovai Állami Egyetem festő karára. 1949-től rajztanár lett a Călărași Pedagógiai Iskolában, majd két évvel később visszatért Cernoleucába.
1957-től Chișinău-ban telepedett le, ahol egy ideig a Chiparuș magazinnál dolgozott. Kicsit később kinevezték a chișinău-i Szépművészeti Múzeum igazgatójává, majd a kulturális minisztériumon belüli kiállításokhoz műalkotások tanúsításával foglalkozó bizottság szakértője lett.
1988. május 24-én halt meg, a szülőfalujában temették el.

## Művészete
A szülőfalujával kapcsolatosan minden iránt fogékony alkotó a falu és a moldovai parasztélet ábrázolója lett. Egyes rusztikus témájú festményei magas alkotói odaadással, feszültséggel készültek. Utolsó műveiben egyre hangsúlyosabbá váltak a metaforikus elemek, amelyek tágították művészi terét. Munkái a grafika, a festészet és a szcenográfia ötvözete: hatásosak, különleges megjelenést kölcsönöznek műveinek.

## Emlékezete
- A művész cernoleucai otthona múzeummá alakult, ahol a művészetével ismerkedhetnek meg a látogatók.[3]
- Róla nevezték el az Igor Vieru Képzőművészeti Gimnáziumot Chișinăuban.

## Fordítás
- Ez a szócikk részben vagy egészben  az   Igor Vieru című angol Wikipédia-szócikk ezen változatának fordításán alapul.  Az eredeti cikk szerkesztőit annak laptörténete sorolja fel. Ez a jelzés csupán a megfogalmazás eredetét és a szerzői jogokat jelzi, nem szolgál a cikkben szereplő információk forrásmegjelöléseként.